# Choe Jun-yong
Choe Jun-yong (최준용?; Daegu, 4 aprile 1994) è un cestista sudcoreano.

## Carriera
Con la Corea del Sud ha disputato i Campionati mondiali del 2019 e tre edizioni dei Campionati asiatici (2013, 2015, 2017).